# Stellan Skarsgård

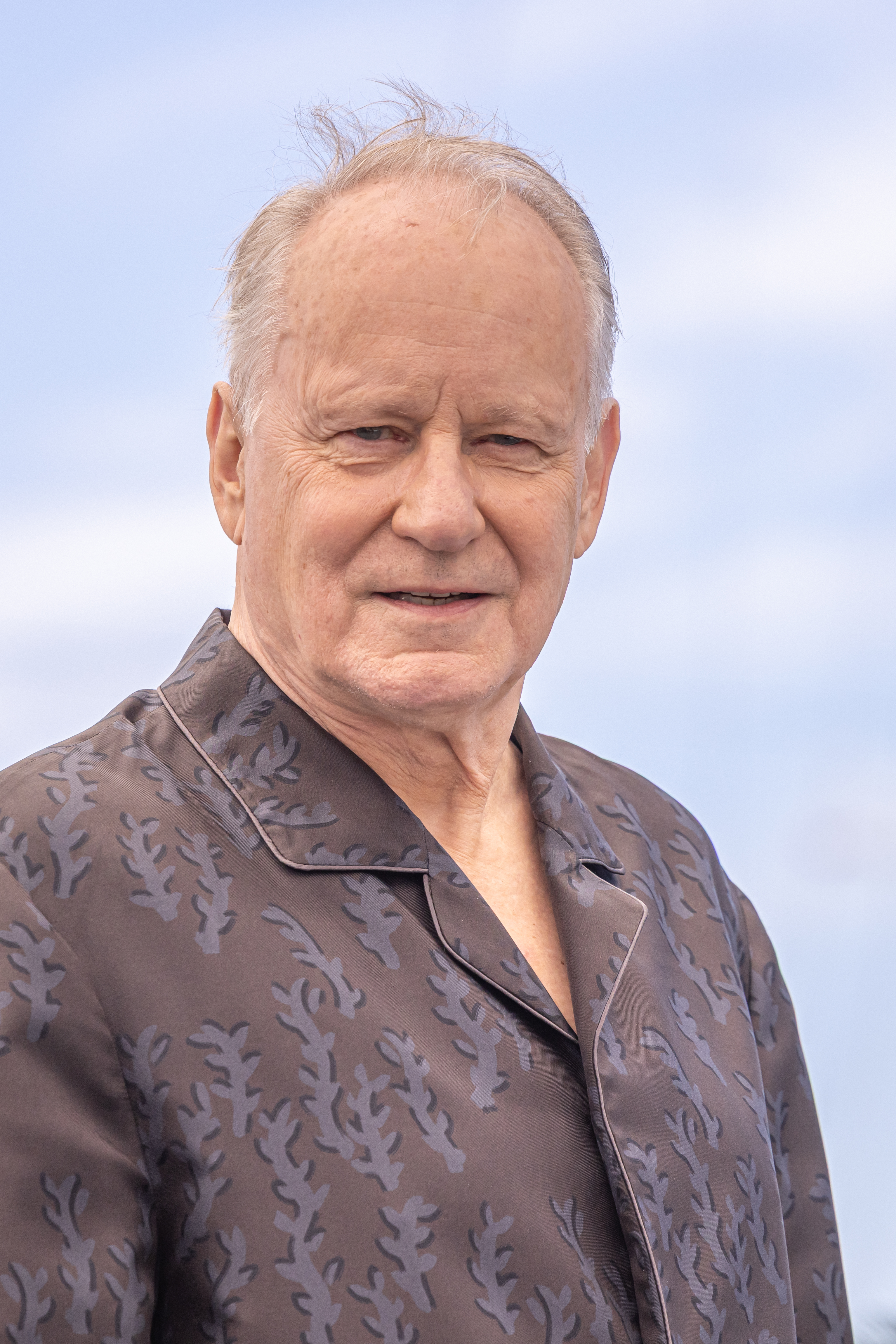
Stellan Skarsgård (2025)

Stellan Skarsgård [ˌstɛlan ˈskɑːʂgoːɖⓘ IPA] (* 13. Juni 1951 in Göteborg) ist ein schwedischer Schauspieler. Er gehört zur schwedischen Schauspielerfamilie Skarsgård.

## Leben
Bekannt wurde Skarsgård in den 1960er Jahren in der Fernsehserie Bombi Bitt och jag. Von 1972 bis 1988 war er am Königlichen Dramatischen Theater in Stockholm tätig, bis er Ende der 1980er Jahre auch in internationalen Produktionen besetzt wurde. So spielte er unter anderem in Jagd auf Roter Oktober die Rolle des Kapitäns Tupolev und in Good Will Hunting die Rolle des Professors Lambeau. Auch war er in der engeren Wahl für die Titelrolle in Schindlers Liste, die am Ende jedoch an Liam Neeson ging. Im Jahr 2010 erhielt Skarsgård den mit 10.000 Euro dotierten Darstellerpreis Die Europa des Internationalen Filmfests Braunschweig.
Skarsgård war von 1975 bis 2007 mit My Sonja Marie Agnes verheiratet und hat mit ihr sechs gemeinsame Kinder, fünf Söhne und eine Tochter, darunter die Schauspieler Alexander (* 1976), Gustaf (* 1980), Sam (* 1982), Bill (* 1990) und Valter Skarsgård (* 1995). Seine Tochter ist das Model Eija Skarsgård. Seit 2009 ist er mit Megan Everett verheiratet, mit der er zwei Söhne hat, darunter den ebenfalls schauspielerisch tätigen Ossian Skarsgård (* 2009).
Skarsgårds deutscher Standardsprecher war von 2004 bis 2021 Detlef Bierstedt, der ihn davor schon 1996 in Lars von Triers Film Breaking the Waves gesprochen hatte. Zwischen 2005 und 2014 wurde er zudem mehrfach von Roland Hemmo, etwa in Fluch der Karibik 2 und 3 und Illuminati synchronisiert.
Weitere Sprecher Skarsgårds waren unter anderem Christian Berkel in Rückkehr nach Montauk, Michael Mendl in King Arthur, Randolf Kronberg in Good Will Hunting und Holger Schwiers in Dogville. Seit 2019 wird er vermehrt von Douglas Welbat vertont, der ihm bereits 2010 in Ein Mann von Welt die Stimme lieh.
Ab 2022 spielte er die Rolle des Luthen Rael in der Star-Wars-Serie Andor, für die er im Jahr 2025 auf Platz 85 der 100 besten TV-Schauspieldarbietungen des 21. Jahrhunderts des Magazins Variety gelistet wurde.

## Filmografie (Auswahl)
- 1968: Bombi Bitt och jag
- 1972: Firmafest (Firmafesten)
- 1972: Magnetisören
- 1972: Strandhugg i somras
- 1973: Die Hochzeit (Bröllopet)
- 1973: Fem døgn i august
- 1974: Das Schwedenmädchen Anita (Anita: Swedish Nymphet)
- 1974: The Intruders
- 1977: Hemåt i natten
- 1977: Tabu
- 1982: Der einfältige Mörder (Den enfaldige mördaren)
- 1983: P & B
- 1984: Ake und seine Welt (Åke och hans värld)
- 1985: In der Mittagsglut (Noon Wine)
- 1985: Falsk som vatten
- 1986: Der Weg der Schlange auf dem Felsen (Ormens väg på hälleberget)
- 1987: Hip hip hurra!
- 1987: Jim & piraterna Blom
- 1988: Die unerträgliche Leichtigkeit des Seins (The Unbearable Lightness of Being)
- 1988: Friends
- 1988: Ein fast perfekter Mord (The Perfect Murder)
- 1988: Vargens tid
- 1989: Förhöret
- 1989: Frauen auf dem Dach (Kvinnorna på taket)
- 1989: S/Y Glädjen
- 1989: Coq Rouge (Täcknamn Coq Rouge)
- 1989: Vildanden – Wildenten
- 1990: Jagd auf Roter Oktober (The Hunt for Red October)
- 1990: Guten Abend, Herr Wallenberg (God afton, Herr Wallenberg)
- 1991: Der Ochse (Oxen)
- 1992: Wind
- 1992: Der demokratische Terrorist (The Democratic Terrorist)
- 1993: Die Schleuder (Kådisbellan)
- 1993: Der letzte Tanz (Sista dansen)
- 1994: Jönssonligans största kupp (Die Jönsson-Bande und ihr größter Coup)
- 1995: Hunde von Riga (Hundarna i Riga)
- 1995: Kjærlighetens kjøtere
- 1996: Breaking the Waves
- 1996: Harry och Sonja
- 1997: Hospital der Geister (Riget, Fernsehserie, Episode 2x03)
- 1997: Todesschlaf (Insomnia)
- 1997: Amistad
- 1997: Good Will Hunting
- 1997: My Son the Fanatic
- 1998: Ronin
- 1998: Savior
- 1999: Zeit der Gerechtigkeit (Harlan County)
- 1999: Deep Blue Sea
- 2000: Kiss Kiss (Bang Bang)
- 2000: Aberdeen
- 2000: Dancer in the Dark
- 2000: Tiefe der Sehnsucht (Passion of Mind)
- 2000: Timecode
- 2000: Signs & Wonders
- 2001: Taking Sides – Der Fall Furtwängler (Taking Sides)
- 2001: The Hire: Powder Keg
- 2001: The Glass House
- 2002: City of Ghosts
- 2003: Dogville
- 2003: Helena von Troja (Helen of Troy)
- 2003: No Good Deed (The House on Turk Street)
- 2004: Exorzist: Der Anfang (Exorcist: The Beginning)
- 2004: King Arthur
- 2005: Beowulf & Grendel
- 2005: Dominion: Exorzist – Der Anfang des Bösen (Dominion: Prequel to the Exorcist)
- 2006: Goyas Geister (Goya’s Ghosts)
- 2006: Pirates of the Caribbean – Fluch der Karibik 2 (Pirates of the Caribbean: Dead Man’s Chest)
- 2007: Pirates of the Caribbean – Am Ende der Welt (Pirates of the Caribbean: At World’s End)
- 2007: WΔZ – Welche Qualen erträgst du? (WΔZ)
- 2007: Arn – Der Kreuzritter (Arn – Tempelriddaren)
- 2008: Entourage (Fernsehserie, drei Episoden)
- 2008: Mamma Mia!
- 2009: Illuminati
- 2009: Boogie Woogie
- 2010: Ein Mann von Welt (En ganske snill mann)
- 2010: Franki & Alice
- 2010: King of Devil’s Island
- 2011: Thor
- 2011: Melancholia
- 2011: Verblendung (The Girl with the Dragon Tattoo)
- 2012: Marvel’s The Avengers (The Avengers)
- 2013: Thor – The Dark Kingdom (Thor: The Dark World)
- 2013: Der Medicus
- 2013: Romeo und Julia (Romeo and Juliet)
- 2013: Nymphomaniac
- 2013: Die Liebe seines Lebens (The Railway Man)
- 2014: Hectors Reise oder die Suche nach dem Glück (Hector and the Search for Happiness)
- 2014: Einer nach dem anderen (Kraftidioten)
- 2015: Cinderella
- 2015: Avengers: Age of Ultron
- 2015: River (Fernsehserie, Episoden 1x01–1x06)
- 2016: Verräter wie wir (Our Kind of Traitor)
- 2017: Rückkehr nach Montauk (Return to Montauk)
- 2017: Borg/McEnroe
- 2018: The Man Who Killed Don Quixote
- 2018: Mamma Mia! Here We Go Again
- 2019: Pferde stehlen (Ut og stjæle hester)
- 2019: Chernobyl (Miniserie, 5 Episoden)
- 2019: The Painted Bird
- 2019: Håp
- 2021: Dune
- 2022: Thor: Love and Thunder
- 2022–2025: Andor (Fernsehserie, 18 Episoden)
- 2024: Dune: Part Two
- 2025: Sentimental Value

## Auszeichnungen
- 2020: Golden Globe Award in der Kategorie „Bester Nebendarsteller – Serie, Miniserie oder Fernsehfilm“ (Chernobyl)
- 2023: Leopard-Club-Award des Locarno Film Festivals[2]
- 2025: CineMerit Award des Filmfests München[3]